# Земля первісних часів VI: Таємниця Скелі Завра
Земля первісних часів 6: Таємниця Скелі Завра — мультфільм 1998 року.

## Синопсис
На краю Великої Долини височіє загадкова Скеля Динозаврів. Легенди свідчать, що саме вона захищає жителів долини від зла. Розказують також про безстрашного героя — Самотнього Динозавра, який багато років тому відстояв Велику Долину і врятував її від лютих хижаків Гострозубів. Але чи існував він насправді? Нещодавно в околицях Великої Долини з'явився дивний динозавр, якого звати Док, з довгою шиєю і сильним хвостом. Наш герой Вухолапка упевнений, що Док і є відважним Самотнім Динозавром. Чи це так? Компанія непосидючих малюків вже вирушила в похід до Скелі Дінозаворів, щоб дізнатися всю правду. Вслід за ними в небезпечні місця вирушають і Вухолапка з друзями.